# Pachyopsis laeta
Pachyopsis laeta är en insektsart. Pachyopsis laeta ingår i släktet Pachyopsis och familjen dvärgstritar. Utöver nominatformen finns också underarten P. l. paeta.